# Earth Girl Arjuna
Earth Girl Arjuna (no Brasil, Arjuna: A Deusa do Tempo) é um anime criado pelo Shoji Kawamori (Escaflowne, Macross), sendo uma crítica à destruição do meio ambiente, e a vida rotineira das pessoas que mais parecem robôs. Além das críticas o anime traz uma história envolvente, sobre uma jovem que tenta se entender para entender como ajudar o planeta.
A crítica em defesa ao Meio Ambiente inclui Poluição, uso abusivo de pesticidas, energia nuclear, pesquisas genéticas realizadas sem princípios morais, alimentação errada, dependência química, entre outros. Revelando não só a forma como as pessoas agridem o meio ambiente individualmente, mas também, mostrando como esqueceram o que realmente é viver.

## História
O anime conta a história de Juna Ariyoshi, que durante um passeio de motocicleta, sofre um acidente e morre! Antes de chegar ao mundo espiritual ela tem uma visão do futuro, o fim do mundo com muitas catástrofes.
Após a visão, Juna recebe uma mensagem de Chris, que de início ela imagina ser um anjo. Chris fala sobre os Raajas (espíritos malignos que querem destruir a Terra), e revela a Juna o seu poder : como Avatar do Tempo, ela pode sentir os efeitos que a Terra está sofrendo por causa da destruição ambiental.
Juna renasce com a condição de evitar que a sua visão se torne realidade : o fim do mundo.
E claro manter a sua vida normal, não deixando que sua missão a impeça de conseguir alguma coisa pela pessoa por quem está apaixonada.

## Influências
Xintoísmo: os xintoístas cultuam os antepassados e as forças da natureza, e acreditam que todas as coisas possuam seus próprios espíritos. Algumas destas ideias estão presentes de forma bem evidente em Earth Girl Arjuna.
Mitologia hindu: todo anime é inspirado na mitologia hindu, sendo a personagem principal uma encarnação do deus hindu do tempo, entre outros.

## Personagens
- Juna: personagem principal, não conhece seus poderes e passa a maior parte da história dividida entre dramas pessoais e as dificuldades de entender o que ela deve fazer para salvar o planeta.
- Tokio: namorado de Juna, ele exibe o contrário a vontade de Juna, enquanto ela deseja entender o mundo e viver sem agredir o planeta, ele prefere usar de respostas simples e vagas e comer o que ele gosta sem se preocupar com o restante.
- Chris: menino eterno, segundo a mitologia Indu ele guia Arjuna em suas missões, fazendo o mesmo com Juna no anime.
- Cindy: tem poderes telepáticos como outros personagens mas em escala bem menor, ajuda Chris que se encontra em estado delibitado.

## Vozes
- Bob - Otsuka Hochu
- Chris Hawken - Ueda Yuji
- Cindy Klein - Shintani Mayum
- Juna Ariyoshi / Arjuna - Higashiyama Mami
- Kaine Ariyoshi - Hagimori Junko
- Enfermeira - Hagimori Junko
- SEED Operator A - Hagimori Junko
- Mãe de Juna - Suzuka Chiharu
- Onizuka - Genda Tessho
- Sakurai-sensei - Fujiwara Keiji
- Sayuri Shirakawa - Hisakawa Aya
- Teresa Wong - Soumi Yoko
- Tokio Oshima - Seki Tomokazu

## Músicas
Abertura
- Mameshiba, por Maaya Sakamoto (episódio 10)

Encerramentos
- Mameshiba, por Maaya Sakamoto (episódios 1, 2, 5, 6, 8, 11)
- Sanctuary, por Maaya Sakamoto (episódios 3, 9)
- Kuuki to Hoshi, por Maaya Sakamoto (episódio 4)
- Teresa, por Yoko Kanno (episódio 7)
- Bike, por Maaya Sakamoto (episódio 10)
- Early Bird, por Chinatsu Yamamoto (episódio 12)
- Saigo no Mameshiba, por Maaya Sakamoto (episódio 13)